# Calima bremensis
Espèce
Calima bremensis est une espèce de schizomides de la famille des Hubbardiidae.

## Distribution
Cette espèce est endémique du département de Quindío en Colombie. Elle se rencontre vers Filandia.

## Description
Calima bremensis mesure de 3,31 à 3,86 mm.

## Étymologie
Son nom d'espèce, composé de brem[en] et du suffixe latin -ensis, « qui vit dans, qui habite », lui a été donné en référence au lieu de sa découverte, la forêt de Bremen.

## Publication originale
- Moreno González & Villarreal Manzanilla, 2012 : A new genus of Hubbardiidae (Arachnida: Schizomida) from the Colombian Andes, with some taxonomic comments. Zootaxa, no 3560, p. 61–78.